# Poitrine de porc

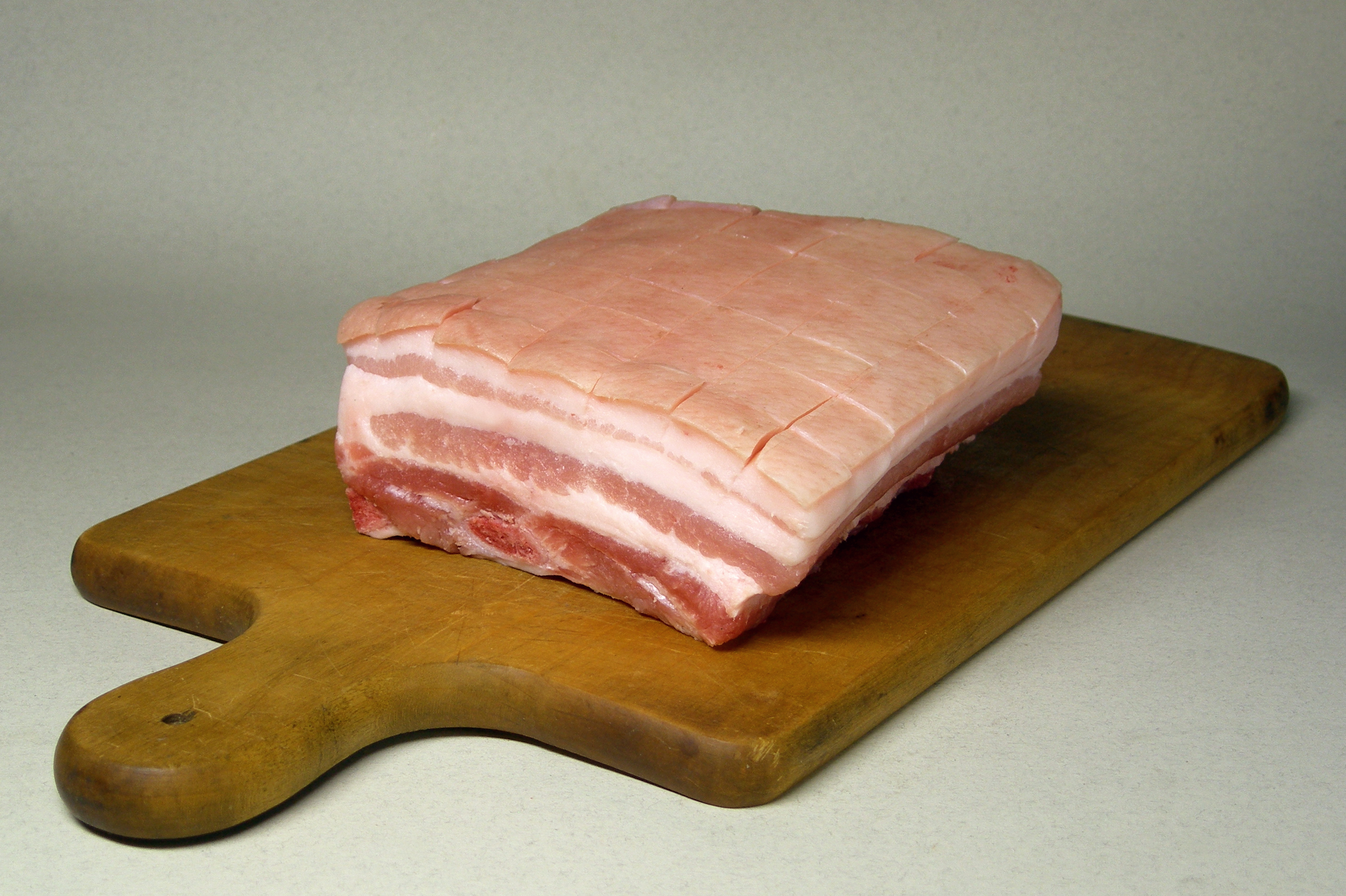
Poitrine de porc.

La poitrine de porc est un morceau de viande désossé et gras provenant du ventre du porc. La poitrine de porc est particulièrement populaire dans les cuisines hispanique, chinoise, danoise, norvégienne, coréenne, thaïlandaise et philippine.
Populaire en France également , appelée de la « croisure » dans le pas de calais (Departement 62) , idéal pour faire du paté.

## Plats régionaux

### Allemagne
Dans la cuisine allemande, la poitrine de porc est utilisée comme ingrédient dans la schlachtplatte.

### Amérique latine et Caraïbes
Dans les cuisines dominicaine, colombienne, vénézuélienne et portoricaine, les lanières de poitrine de porc sont frites et servies dans la bandeja paisa surtido (chicharrón).
Au Venezuela, elle est connue sous le nom de tocineta, à ne pas confondre avec le chicharrón (peaux de porc), bien que l'arepa de chicharrón utilise de la poitrine de porc frite à la place des peaux. Dans la tradition locale, c'est l'une des garnitures du traditionnel pain au jambon (pan de jamón), certaines personnes l'utilisent pour les hallacas typiques, un pasapalo (en-cas) très populaire est l'œil de taureau (ojo de buey). En raison de l'influence culturelle des États-Unis, par le biais de l'industrie pétrolière, est mangé avec des œufs et des crêpes pour le petit-déjeuner et avec des sandwichs BLT (bacon, laitue et tomate), et avec des hamburgers.

### Chine
Dans la cuisine chinoise, la poitrine de porc (chinois : 五花肉 ; pinyin : wǔhuāròu) est le plus souvent préparée en dés et braisée lentement avec la peau, marinée ou cuite dans son intégralité. La poitrine de porc est utilisée pour faire de la poitrine de porc braisée rouge (红烧肉) et du porc Dongpo (东坡肉) en Chine (le porc aigre-doux est fait avec du filet de porc).

### Corée
Dans la cuisine coréenne, la poitrine de porc sans la peau est appelée samgyeop-sal (삼겹살), tandis que la poitrine de porc avec la peau est appelée ogyeop-sal (오겹살). Le sens littéral de samgyeop-sal est « viande à trois couches » car sam (삼 ; 三) signifie « trois », gyeop (겹) signifie « couche » et sal (살) signifie « chair », en référence à ce qui semble être trois couches visibles dans la viande. Le mot o (오 ; 五) dans ogyeop-sal signifie « cinq », faisant référence à la viande de poitrine de porc à cinq couches avec la peau.
Selon une enquête menée en 2006 par la Fédération nationale des coopératives agricoles, 85 % des adultes sud-coréens ont déclaré que leur tranche de porc préférée était la poitrine de porc. L'enquête a également montré que 70 % des bénéficiaires mangent cette viande au moins une fois par semaine. La grande popularité de la poitrine de porc en fait l'une des parties les plus chères du porc. La Corée du Sud importe de la poitrine de porc en gros de Belgique, des Pays-Bas et d'autres pays dans le but de stabiliser les prix, car la viande de porc importée est beaucoup moins chère que la viande nationale. Le gouvernement sud-coréen avait prévu d'importer 70 000 tonnes de poitrine de porc sans droits de douane au cours du second semestre 2011. On s'attendait donc à ce que l'importation de poitrine de porc se développe.
La poitrine de porc est consommée au restaurant et à la maison, grillée au barbecue coréen ou utilisée comme ingrédient dans de nombreux plats coréens, comme le bossam (enveloppe de porc bouilli) et le kimchi-jjigae (ragoût de kimchi).
Le samgyeop-sal-gui (삼겹살구이) ou ogyeop-sal-gui (오겹살구이) désigne le gui (plat grillé) de poitrine de porc. Les tranches de viande de poitrine de porc sont généralement grillées sans être marinées ni assaisonnées. Elles sont souvent marinées à l'ail et accompagnées de soju. En général, les convives font griller la viande eux-mêmes et la mangent directement sur le gril. Elle est généralement servie avec du ssamjang (sauce pour wrap) et des légumes ssam (wrap) tels que de la laitue et des feuilles de périlla pour l'envelopper,.

### Danemark
Dans la cuisine traditionnelle danoise, la poitrine de porc est préparée sous forme de flæskesteg (littéralement « rôti de porc »). Le plat est appelé ribbenssteg (littéralement « rôti de côtes ») lorsqu'il est préparé à partir de poitrine de porc. Elle est généralement rôtie au four avec la peau, assaisonnée de sel et de laurier. La peau se transforme en croûte croustillante, que l'on mange avec la viande. Le stegt flæsk est le plat national du Danemark.

### États-Unis
Dans la cuisine américaine, le bacon est le plus souvent fabriqué à partir de poitrines de porc. Le porc salé est également fabriqué à partir de poitrines de porc et est couramment utilisé pour la préparation de soupes et de ragoûts.

### France
Dans la cuisine alsacienne, la poitrine de porc est préparée sous forme de choucroute garnie.

### Italie
Dans la cuisine italienne, la pancetta dérive de la poitrine de porc.
on la retrouve sous forme de charcuterie (traité par salaison) roulé et poivré

### Japon
Dans la cuisine de la Préfecture d'Okinawa, le rafute est traditionnellement consommé pour la longévité.

### Norvège
Dans la cuisine norvégienne, la poitrine de porc est utilisée par 60 % de la population pour le dîner de Noël. La tradition veut qu'elle soit cuite lentement au four avec la peau, et servie accompagnée de pommes de terre, de galettes de porc et de saucisses, et de confiture d'airelles, ainsi que de chou mijoté, comparable à la choucroute. Le caractère croustillant de la couenne de porc est considéré comme essentiel pour la poitrine de porc.

### Pays-Bas
Aux Pays-Bas, le zeeuws spek est très populaire, tout comme le speklap, une ceinture de porc cuite lentement

### Philippines

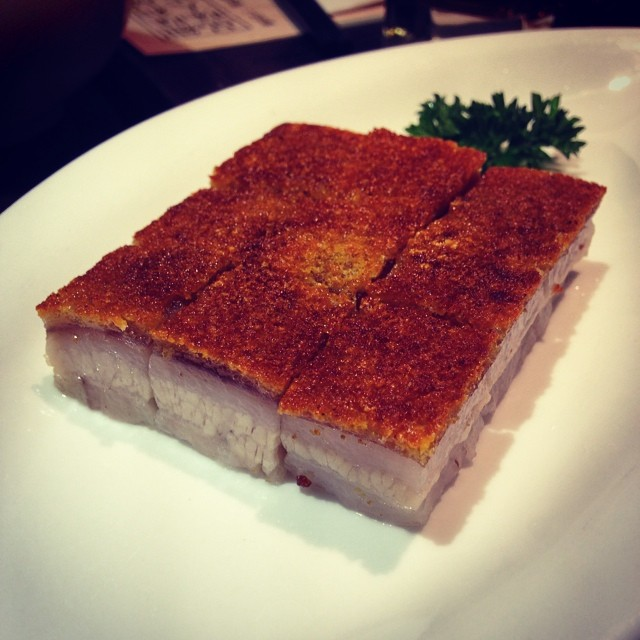
Poitrine de porc rôtie à la cantonaise.

Dans la cuisine philippine, la poitrine de porc (tagalog : liyempo ; espagnol philippin : liempo) est marinée dans un mélange d'ail écrasé, de vinaigre, de sel et de poivre avant d'être grillée. Elle est ensuite servie avec de la sauce de soja et du vinaigre (toyo't suka) ou du vinaigre à l'ail (bawang at suka). Cette méthode de préparation du porc est appelée inihaw en philippin et sinugba en cebuano. Le fait d'être assaisonné, frit et servi en étant coupé en morceaux est appelé lechon kawali.

### Suisse
Dans la cuisine suisse, la poitrine de porc est utilisée comme ingrédient dans la Berner Platte.

### Thaïlande
Dans la cuisine thaïlandaise, la poitrine de porc est appelée mu sam chan (หมูสามชั้น ; lit : « porc à trois couches ») désigne la couenne, le gras et la viande, souvent utilisés pour faire du khao mu daeng et du khao mu krop, ou frits avec du chou frisé.